# Connecticut Sun 2016
La stagione 2016 delle Connecticut Sun fu la 18ª nella WNBA per la franchigia.
Le Connecticut Sun arrivarono quinte nella Eastern Conference con un record di 14-20, non qualificandosi per i play-off.

## Roster
| N° | Naz.                   | Ruolo | Sportivo           | Anno | Alt. | Peso |
| -- | ---------------------- | ----- | ------------------ | ---- | ---- | ---- |
| 1  | Stati Uniti (bandiera) | G     | Rachel Banham      | 1993 | 175  | 76   |
| 2  | Stati Uniti (bandiera) | A     | Camille Little     | 1985 | 188  | 82   |
| 3  | Stati Uniti (bandiera) | AC    | Kelsey Bone        | 1991 | 193  | 98   |
| 5  | Stati Uniti (bandiera) | G     | Jasmine Thomas     | 1989 | 175  | 66   |
| 10 | Stati Uniti (bandiera) | G     | Courtney Williams  | 1994 | 173  | 62   |
| 13 | Stati Uniti (bandiera) | A     | Chiney Ogwumike    | 1992 | 193  | 78   |
| 15 | Giamaica (bandiera)    | AC    | Aneika Henry       | 1986 | 193  | 87   |
| 20 | Stati Uniti (bandiera) | G     | Alex Bentley       | 1990 | 170  | 69   |
| 25 | Stati Uniti (bandiera) | A     | Alyssa Thomas      | 1992 | 188  | 84   |
| 31 | Stati Uniti (bandiera) | G     | Asia Taylor        | 1991 | 185  | 76   |
| 33 | Stati Uniti (bandiera) | A     | Morgan Tuck        | 1994 | 188  | 91   |
| 34 | Stati Uniti (bandiera) | G     | Kelly Faris        | 1991 | 180  | 70   |
| 35 | Bahamas (bandiera)     | AC    | Jonquel Jones      | 1994 | 198  | 86   |
| 40 | Stati Uniti (bandiera) | GA    | Shekinna Stricklen | 1990 | 188  | 81   |

## Staff tecnico
- Allenatore: Curt Miller
- Vice-allenatori: Nicki Collen, Steve Smith
- Preparatore atletico: Jeremy Norman
- Preparatore fisico: Tim Yuhas